# Открытый чемпионат Италии по теннису 2010

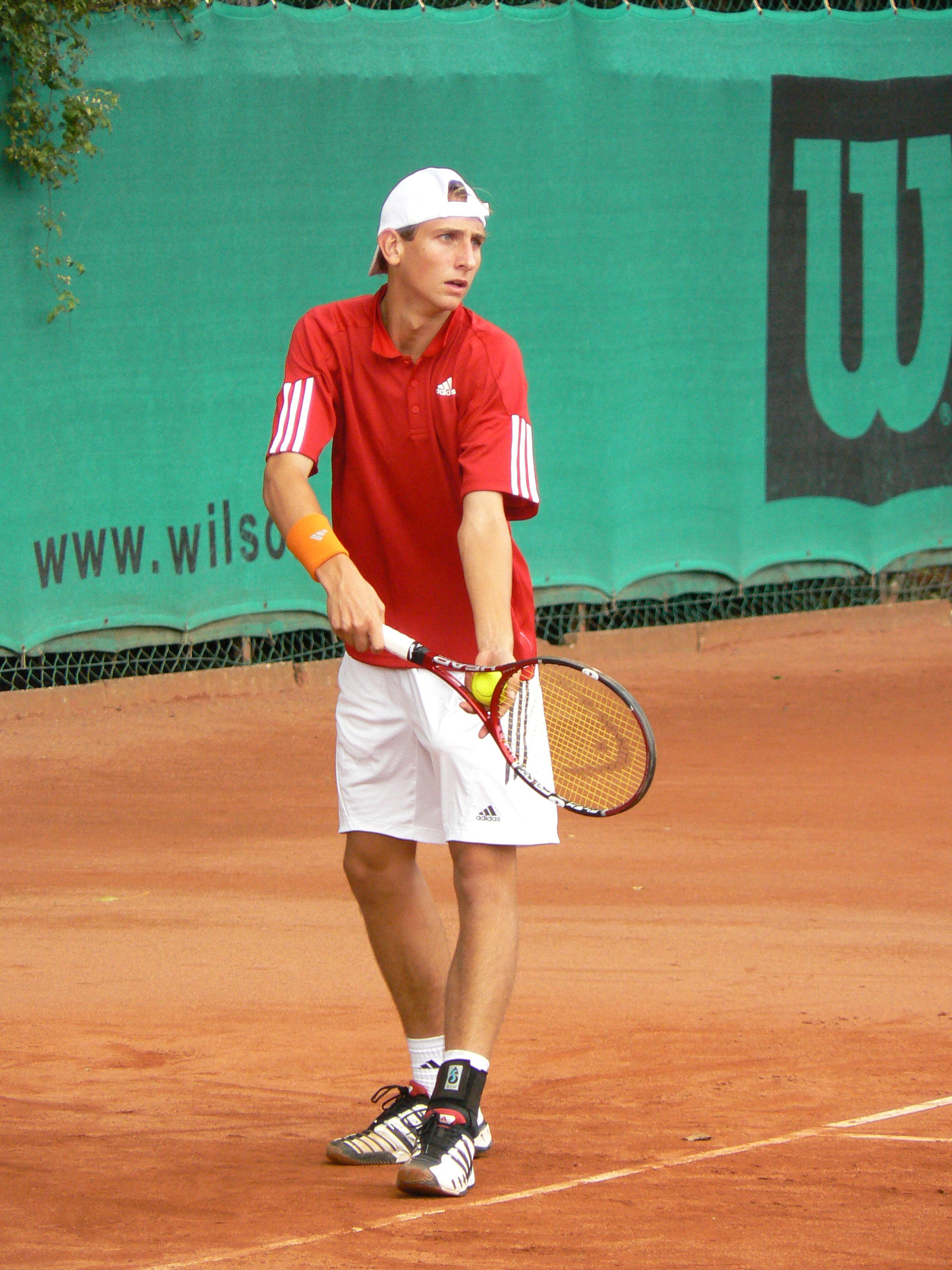
Обладатель специального допуска в сетку мужского одиночного турнира голландец Тимо де Баккер

Открытый чемпионат Италии по теннису 2010 года — 67-й розыгрыш ежегодного профессионального теннисного турнира среди мужчин и женщин, проводящегося в итальянском городе Рим и являющегося частью тура ATP в рамках серии Masters 1000 и тура WTA в рамках серии Premier 5.
В 2010 году турнир прошёл с 24 апреля по 8 мая: в первую неделю были сыграны мужские соревнования, а во вторую — женские. Соревнование продолжало околоевропейскую серию грунтовых турниров, подготовительную к майскому Roland Garros.
Прошлогодние победители:
- в мужском одиночном разряде —  Рафаэль Надаль
- в женском одиночном разряде —  Динара Сафина
- в мужском парном разряде —  Даниэль Нестор /  Ненад Зимонич
- в женском парном разряде —  Се Шувэй /  Пэн Шуай

## Соревнования

### Мужчины. Одиночный турнир
Рафаэль Надаль обыграл  Давида Феррера со счётом 7-5, 6-2
- Надаль выигрывает 2-й титул в сезоне и 38-й за карьеру в основном туре ассоциации.
- Феррер уступает 2-й финал в сезоне и 9-й за карьеру в основном туре ассоциации.

### Женщины. Одиночный турнир
Мария Хосе Мартинес Санчес обыграла  Елену Янкович со счётом 7-6(5), 7-5
- Мартинес Санчес выигрывает 1-й титул в сезоне и 3-й за карьеру в туре ассоциации.
- Янкович уступает 1-й финал в сезоне и 12-й за карьеру в туре ассоциации.

### Мужчины. Парный турнир
Боб Брайан /  Майк Брайан обыграли  Джона Изнера /  Сэма Куэрри со счётом 6-2, 6-3
- Боб выигрывает 4-й титул в сезоне и 60-й за карьеру в основном туре ассоциации.
- Майк выигрывает 4-й титул в сезоне и 62-й за карьеру в основном туре ассоциации.

### Женщины. Парный турнир
Хисела Дулко /  Флавия Пеннетта обыграли  Нурию Льягостеру Вивес /  Марию Хосе Мартинес Санчес со счётом 6-4, 6-2.
- Дулко выигрывает 4-й титул в сезоне и 12-й за карьеру в туре ассоциации.
- Пеннетта выигрывает 3-й титул в сезоне и 9-й за карьеру в туре ассоциации.